# Relações entre Camboja e China
As relações bilaterais entre o Reino do Camboja e a República Popular da China se fortaleceram consideravelmente após o fim da guerra cambojana-vietnamita, durante a qual a China havia apoiado os Khmers Vermelhos contra o Vietnã.

## História

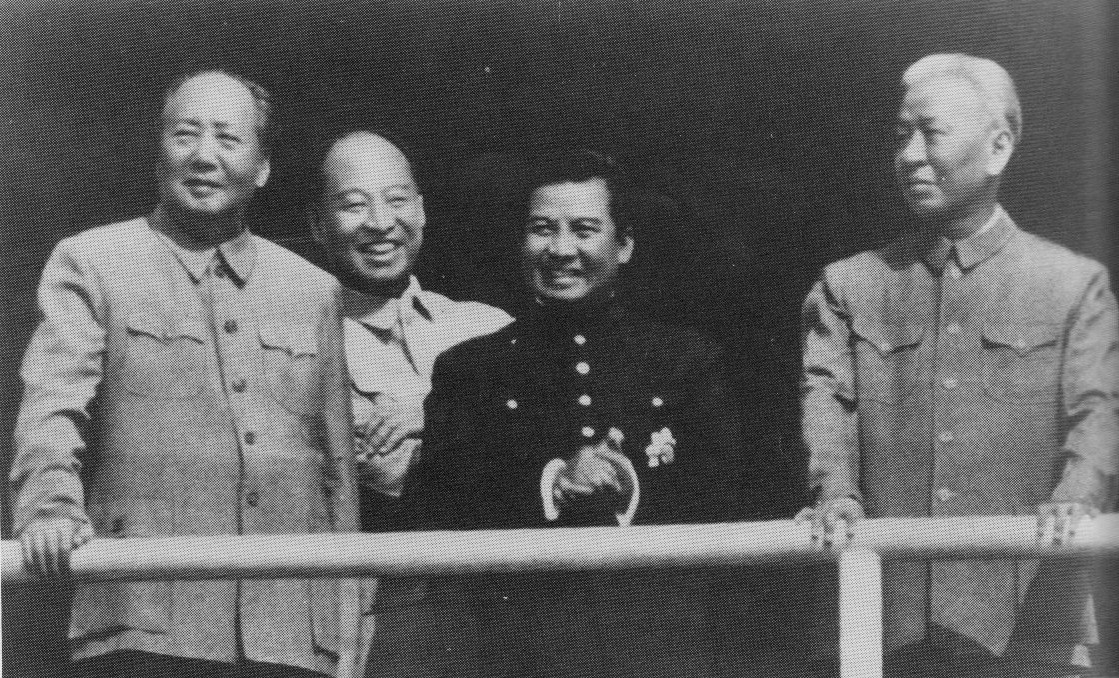
Principe Norodom Sihanouk com Mao Zedong em Pequim em 1956.

Embora não compartilhem uma fronteira contígua, a China possui uma relação cultural e comercial histórica com o Camboja. A etnia chinesa constitui aproximadamente 3-5% da população do Camboja ou 950.000 e, embora fossem discriminados pelo Khmer Vermelho e pelos vietnamitas, têm ressurgido como uma comunidade empresarial proeminente. A China serviu no Camboja como contrapeso à influência dominante do Vietnã. Em meados do século XX, a China comunista apoiou os maoístas do Khmer Vermelho contra o regime de Lon Nol durante a Guerra Civil Cambojana e sua subsequente tomada de poder do Camboja em 1975. Igualmente Mao Zedong tinha fomentado boas relações com o príncipe Norodom Sihanouk, que também combatia Lon Nol, e apoiou o Khmer Vermelho. Quando as forças vietnamitas invadiram o Camboja em 1978, a China forneceu apoio político e militar extenso aos Khmers Vermelhos. Em 1979, as forças chinesas travaram uma breve guerra fronteiriça contra o Vietnã, em parte para ameaçar os vietnamitas a se retirarem do Camboja.  A Conferência de Paz de Paris sobre o Camboja (de Julho de 1989 a Outubro de 1991) resolveu as relações Camboja-China e contribuiu para a reintegração da China nas principais negociações multilaterais das potências. Após a retirada vietnamita do Camboja e as eleições patrocinadas pela ONU em 1993, a China reconheceu e apoiou o novo governo democrático.
Desde 1997, a China começou a desenvolver relações mais estreitas com o regime do primeiro-ministro cambojano Hun Sen, que tinha sido um líder pró-vietnamita e um desertor do Khmer Vermelho durante a ocupação vietnamita do Camboja. Embora inicialmente apoiando o oponente político de Hun Sen, Norodom Ranariddh e seu FUNCINPEC, a China ficaria desencantada com os esforços de Ranaridh de construir uma relação mais próxima com Taiwan, que é reivindicada pelos chineses. Enfrentando o isolamento internacional depois do golpe de 1997 que o levou ao poder, Hun Sen cultivou estreitos laços com a China, que se opunha aos esforços dos países ocidentais de impor sanções econômicas ao Camboja. Os laços estreitos da China com o Camboja também serviriam para obter vantagem contra a influência vietnamita na região.  O Camboja cortou todas as ligações com Taiwan e apoiou fortemente a reunificação de Taiwan com a China.

## Assistência chinesa
Durante a visita do primeiro-ministro chinês Wen Jiabao entre 7 e 8 de abril de 2006, ambas as nações assinaram vários acordos bilaterais e um tratado de "Parceria Abrangente de Cooperação". A China diversificou sua ajuda e investimentos no Camboja e prometeu fornecer US $ 600 milhões em empréstimos e subvenções.  A China cancelou grande parte da dívida do Camboja e concedeu um novo empréstimo de US $ 12.4 milhões para a construção do prédio que abriga o conselho de ministros do governo cambojano e a restauração do templo e do patrimônio de Angkor Wat.  Cerca de US $ 200 milhões foram destinados como um empréstimo a juros baixos para a construção de pontes sobre os rios Mekong e Tonle Sap. A China cultivou fortes laços com o Camboja, obtendo acesso aos seus portos marítimos que permitirão aos chineses explorar as reservas de petróleo no Golfo de Tonkin. Durante a visita, o primeiro-ministro cambojano, Hun Sen, descreveu a China como o "amigo mais confiável" do Camboja. 
A China também tem cultivado laços militares. Na sequência do golpe de 1997, a China disponibilizou US $ 2.8 milhões em ajuda militar e desde então forneceu ampla variedade de equipamentos militares, treinamento de equipes de militares e policiais e navios de guerra para combater o narcotráfico e a pirataria. A China também financiou escolas de língua chinesa no Camboja.  A imigração de trabalhadores chineses para o Camboja também intensificou-se nos últimos anos e está estimada entre 50.000 e 300.000.

## Comércio
O comércio entre Camboja e China totalizou US $ 732 milhões em 2006.  No entanto, o Camboja tem um défice comercial significativo de US $ 632 milhões com a China, uma vez que 60% dos produtos nos mercados cambojanos são chineses. Em 2004, 16,5% das importações do Camboja, no valor de US $ 527 milhões, vieram da China, excluindo quase 20% das importações provenientes de Hong Kong e no valor de US $ 615 milhões.  A Sino-Hydropower Corporation da China iniciou um projeto de US $ 280 milhões para construir uma usina hidrelétrica de 193 megawatts em Kamchay - o maior projeto de investimento estrangeiro na história do Camboja.  O governo e as empresas chinesas tem investido em 243 grandes projetos no valor de US $ 925 milhões em agricultura, mineração, refinarias de petróleo, metais, automóveis, portos, vestuário e turismo. A China National Offshore Oil Corporation (CNOOC) tem procurado lançar projetos para exploração de petróleo e exploração das reservas de hidrocarbonetos no Camboja. 